# Даффі Дак

Даффі Дак

Даффі Дак (англ. Daffy Duck) — американський мультиплікаційний персонаж, качур з мультсеріалів «Looney Tunes» і «Merrie Melodies» виробництва студії Warner Brothers. Даффі був першим з нового типу персонажів, що виникли наприкінці 1930-х років, щоб витіснити звичайних традиційних персонажів, подібних Міккі Маусу і моряку Попаю, які були більш популярні на початку 1930-х. Даффі відомий як найкращий друг, а іноді і конкурент Багза Банні. За кількістю епізодів серії з Даффі знаходяться на третьому місці з 129 показами, поступаючись 152 серіям з поросям Поркі і 166 з Багзом Банні.
Фактично, кожен аніматор Warner Brothers вклав своє в метушливий характер Даффі Дака, який може змінюватися від божевілля в одній серії до спраглого слави в іншому епізоді. Боб Клемпетт і Чак Джонс обидва широко використовували ці дві різні версії характеру персонажа.
Даффі був у американському Телегіді на 14 місці списку найкращих 50 анімаційних персонажів, і був представлений на обкладинці одного з випусків разом з Duck Dodgers, поросям Поркі і Суперкрихітками (всі є власними персонажами Time Warner).

## Історія і характер
Даффі є персонажем типу screwball (зайдиголова). Характер Даффі еволюціонував разом з його аніматорами. Найперший Даффі від Текса Ейвері і Боба Клемпетта — це божевільний, звихнутий качур. Даффі 1930–1940 років з'являвся в парі з Поркі Пігом. Качур також з'являвся у фільмах на тематику Другої світової війни, але і там залишався вірним своєму нерозумному характеру: ухилявся від рекрутчини, бився з нацистським цапом, що намагався з'їсти запаси металу. Пізніше, мультфільми з Даффі став анімувати Роберт Мак-Кімсон: він трохи присмірив Даффі і додав йому кмітливості Багза Банні. Але Мак-Кімсон зберігав божевілля качура в деяких епізодах до 1961 року.
Даффі режисера Фріза Фрілінга — заздрісний супротивник Багза. Пізніше, коли Багз став найпопулярнішою зіркою Warner Brothers, режисери все одно знайшли вихід для популярності Даффі. Вони почали робити пародії на відомі радіо і телесеріали з Даффі в головній ролі і поросям Поркі як його помічником, такі, як «Дак Доджерс» (пародія на відоме шоу Бак Роджерс), «Дак Твейсі» (Дік Трейсі), Даффі — Робін Гуд і «Ступор Дак» (пародія на Супермена, тепер є власністю WB). Чак Джонс використав ідею Багза, що користується заздрістю Даффі як перевагою. Наприклад, в трилогії Джонса Rabbit Fire, Rabbit Seasoning і Duck! Rabbit! Duck! Багз дурить мисливця Елмера Фаддей, для того, щоб той застрелив Даффі. Іноді автори ставили качура в парі з Мишеням Гонзалезом. Тут злість і божевілля качура доростали до межі: Даффі всіма способами намагався вбити мишеня, маючи лише одну на те причину — шкідливість.

## Даффі сьогодні
Даффі з'являвся як камео у фільмі «Хто підставив кролика Роджера», де у нього дуель на піаніно з Дональдом Даком. Щоб відзначити п'ятдесятий ювілей Даффі, автори випустили фільм The Duxorcist, перший мультфільм про Даффі за вісімдесяті роки. Також, були випущені два фільми: Daffy Duck's Fantastic Island і Daffy Duck's Quackbusters. Останнім часом WB намагається змістити увагу з Багза Банні на Даффі: так, наприклад, у фільмі Луні Тьюнз: Знову в справі, його безжалісно звільняють з WB, і фільм центрується на його заздрості до Багзу, що має велику популярність. У 2003 році був випущений мультсеріал Дак Доджерс, заснований на короткометражному мультфільмі «Дак Доджерс в 24 ½ столітті» (1953) — в мультсеріалі просто немає Багза. Про Даффі збиралися випустити нові короткометражні фільми, але цього не сталося через провал у касі «Луні Тюнз: Знову в справі».

## Голос
Протягом багатьох років Даффі Дака озвучував легендарний актор Мел Бланк. Цей відрізок часу — 52 роки — є рекордом озвучування персонажа одним актором в історії анімації. Бланк, який озвучував Даффі першим, забезпечив персонажа унікальною манерою мови: Даффі говорить «ф» замість «с», таким чином шепелявлячи. Манера розмови Даффі вироблялася багато років: у деяких мультфільмах Даффі зовсім не шепелявить, а в серії China Jones він ірландський приватний детектив, який має акцент замість шепелявості.